# ジョー・テンパリー
ジョー・テンパリー（Joe Temperley、1929年9月20日 - 2016年5月11日）は、スコットランド出身のジャズ・サクソフォーン奏者。様々な楽器を演奏したが、バリトン・サクソフォーン、ソプラノ・サクソフォーン、バスクラリネットを最もよく演奏した。

## 略歴
テンパリーはスコットランドのカウデンベスで生まれ、ロッホゲリーで育った。父親はバスの運転手だった。
テンパリーは12歳でコルネットを初めて演奏し、14歳でサクソフォーンを始めた。6ヶ月後、グラスゴーを拠点とするトミー・サンプソンのオーケストラで最初の仕事を得る。それ以前は地元のダンス・バンドで演奏していた。1957年にはロンドンを拠点とするハンフリー・リトルトンのバンドに参加し、1965年にアメリカに移住するまで在籍した。6ヶ月後、ウディ・ハーマンにスカウトされ、2年にわたってツアーに参加した。
また、バディ・リッチ、ジョー・ヘンダーソン、デューク・ピアソン、ジャズ・コンポーザーズ・オーケストラ、サド・ジョーンズ / メル・ルイス・ジャズ・オーケストラ、クラーク・テリーなど、多くのアーティストと共演またはレコーディングを行った。1974年10月、ハリー・カーネイの代役としてデューク・エリントン・オーケストラとツアーおよびレコーディングを行った。
1980年代には、ブロードウェイ・ミュージカル『Sophisticated Ladies』に出演。映画のサウンドトラックには、『コットンクラブ』『ブルースが聞こえる』『想い出のブライトン・ビーチ』『恋人たちの予感』、そしてウィントン・マルサリス作曲による『ラジオタウンで恋をして』などへの参加がある。
スコットランドのファイフ・ユース・ジャズ・オーケストラのプログラムでは、客員指導者を務めた。ジャズ・アット・リンカーン・センター・オーケストラの創設メンバーでもあり、ジュリアード音楽院ジャズ研究科の教授も務めた。
テンパリーは2016年5月11日、ニューヨークにて腎不全と癌のため86歳で亡くなった。

## ディスコグラフィ

### リーダー・アルバム
- Just Friends (1979年、Hep) ※with ジミー・ネッパー
- When You're Smiling (1981年、Hep) ※with ベニー・ウォーターズ
- Concerto for Joe (1995年、Hep)
- Sunbeam and Thundercloud (1996年、Concord Jazz) ※with デイブ・マッケンナ
- With Every Breath (1998年、Hep)
- Double Duke (1999年、Naxos)
- Live at the Floating Jazz Festival (2000年、Chiaroscuro) ※with ケニー・ダヴァーン
- Saxploitation (2001年、Spotlite) ※with キャシー・ストバート
- 『ミュージック・オブ・セロニアス・モンク』 - Monk (2003年、Chiaroscuro) ※with ジュニア・マンス

### 参加アルバム
バック・クレイトン
- The Great Buck Clayton (1964年、Polydor)
- 『ア・バック・クレイトン・ジャム・セッション』 - A Buck Clayton Jam Session (1974年、Chiaroscuro)
- A Buck Clayton Jam Session Vol. IV (1977年、Chiaroscuro)
- A Swingin' Dream (1989年、Stash)

デオダート
- 『ラプソディー・イン・ブルー』 - Deodato 2 (1973年、CTI)
- 『旋風』 - Whirlwinds (1974年、MCA)
- 『イン・コンサート』 - In Concert (1974年、CTI)

デューク・エリントン・オーケストラ
- 『コンティニューム』 - Continuum (1976年、Fantasy)
- 『ミュージック・イズ・マイ・ミストレス』 - Music Is My Mistress (1989年、Musicmasters)
- Four Symphonic Works by Duke Ellington (1989年、Musical Heritage Society)
- Thank You Uncle Edward (2007年、Renma)

ウィントン・マルサリス & ジャズ・アット・リンカーン・センター・オーケストラ
- 『クリスマス・カード』 - Crescent City Christmas Card (1989年、Columbia)
- 『チューン・イン・トゥモロウ (オリジナル・サウンドトラック)』 - Tune in Tomorrow (1990年、Columbia)
- 『ポートレート・バイ・エリントン』 - Portraits by Ellington (1992年、Columbia)
- 『ビッグ・トレイン組曲』 - Big Train (1999年、Columbia/Sony)
- 『スウィンギン・ウィズ・ザ・デューク』 - Live in Swing City, Swingin' with Duke (1999年、Columbia)
- Essentially Ellington 2000 (2000年、Warner)
- Plays the Music of Duke Ellington (2004年、Brooks Brothers)
- A Love Supreme (2004年、Palmetto)
- Cast of Cats (2004年、Brooks Brothers)
- Don't Be Afraid...the Music of Charles Mingus (2005年、Palmetto)
- Vitoria Suite (2010年、EmArcy)
- Portrait in Seven Shades (2010年、Jazz at Lincoln Center)
- Live in Cuba (2016年、Blue Engine)

ハンフリー・リトルトン
- Humph in Perspective (1958年、Parlophone)
- Blues in the Night (1960年、Columbia)
- Hump and Friends (1961年、Metronome)
- Late Night Final (1963年、Columbia)
- Humphrey Lyttelton and His Band (1965年、Society)
- Duke Ellington Classics (1971年、Black Lion)
- Humph Dedicates (2005年、Vocalion)

その他
- ジョン・バリー : 『コットンクラブ オリジナル・サウンドトラック』 - The Cotton Club (1984年、Geffen)
- ルイス・ボンファ : Manhattan Strut (1997年、Paddle Wheel)
- アン・ハンプトン・キャラウェイ : To Ella with Love (1996年、After 9)
- ベニー・カーター : Over the Rainbow (1989年、Musicmasters)
- ベティ・カーター : The Music Never Stops (2019年、Blue Engine)
- アーロン・ディール : Space Time Continuum (2015年、Mack Avenue)
- ヴィクター・フェルドマン : In London Vol. 2 Big Band (1957年、Tempo)
- ワイクリフ・ゴードン : Slidin' Home (1999年、Nagel Heyer)
- スコット・ハミルトン & ウォーレン・ヴァシェ : 『摩天楼』 - Skyscrapers (1980年、Concord Jazz)
- マイケル・ハシム : Multi-Coloured Blue (1999年、Hep)
- ジョー・ヘンダーソン : 『ビッグ・バンド』 - Big Band (1996年、Verve)
- ジョン・ヘンドリックス : Freddie Freeloader (1990年、Denon)
- ウディ・ハーマン : 『ライブ・イースト・アンド・ウエスト』 - Woody Live East and West (1967年、Columbia)
- ディック・ハイマン : From the Age of Swing (1994年、Reference)
- サド・ジョーンズ / メル・ルイス・ジャズ・オーケストラ : 『セントラル・パーク・ノース』 - Central Park North (1969年、Solid State)
- サド・ジョーンズ / メル・ルイス・ジャズ・オーケストラ : The Groove Merchant (1999年、LaserLight)
- オドネル・リーヴィ : 『エヴリシング・アイ・ドゥ・ゴナ・ビー・ファンキー』 - Everything I Do Gonna Be Funky (1974年、Groove Merchant)
- ジェリー・マリガン : 『ウォーク・オン・ザ・ウォーター』 - Walk on the Water (1980年、DRG)
- テッド・ナッシュ : Presidential Suite: Eight Variations on Freedom (2016年、Motema)
- ポーラ・ウエスト : Come What May (2001年、Hi Horse)
- アーニー・ウィルキンス : 『ハード・マザー・ブルース』 - Hard Mother Blues (1970年、Mainstream)
- アーニー・ウィルキンス : Screaming Mothers (1974年、Mainstream)
- アンソニー・ウィルソン : Goat Hill Junket (1998年、Mama)
- グレン・ゾットラ : Christmas in Jazztime (1986年、Dreamstreet)